# Vale do Anhangabaú
Vale do Anhangabaú (Vallée de l'Anhangabaú) est une zone au centre-ville de São Paulo, située entre les viaducs do Chá et Santa Ifigênia. Il s'agit d'un espace public communément qualifié de parc, où des événements sont traditionnellement organisés, tels que des manifestations publiques, des rassemblements politiques, des présentations et des spectacles populaires. Il est considéré comme le point qui sépare le vieux centre du nouveau centre.
Actuellement, les 43 mille mètres carrés de la vallée d'Anhangabaú sont utilisés comme point de passage pour les personnes souhaitant transiter entre les régions est et ouest du Centre, ce qui peut être défini comme une vaste promenade sous une jonction de route. L'espace se connecte également à d'autres places de la zone centrale, telles que la Praça Ramos de Azevedo, juxtaposée à la vallée, Largo de São Bento, à travers les escaliers du métro et la Praça da Bandeira, qui abrite actuellement un terminus d'autobus.
Avec des jardins, des œuvres d'art et trois fontaines, Vale do Anhangabaú est aujourd'hui une carte postale du Centre de São Paulo, d'où il est possible d'apercevoir des bâtiments, également caractérisés comme des cartes postales, comme le Martinelli, Altino Arantes, le Theatro Municipal, centre commercial Light et l'Edifício Matarazzo, siège de la mairie. L'espace sert également de scène à la Virada Cultural, un événement traditionnel à São Paulo qui promeut des spectacles et des activités culturelles dans toute la ville. En raison de sa grande taille, la vallée est considérée comme un espace adéquat pour de grandes réunions publiques et a même été le théâtre du plus grand rassemblement public brésilien, lors des manifestations de Diretas Já, organisées le 16 avril 1984, qui y ont réuni environ 1, 5 million de personnes.  En plus d'être dans une région qui abrite tous les endroits mentionnés ci-dessus, Vale do Anhangabaú est également située près du Conservatoire dramatique et musical de São Paulo, qui s'appelle l'École de danse de São Paulo, également connue sous le nom d'Escola de Dança do Theatro Municipal de São Paulo (EDTMSP). Fondamentalement, c'est un campus universitaire qui concentre des cours sur la danse publique dans la ville.

## Histoire

### Origine et premières occupations

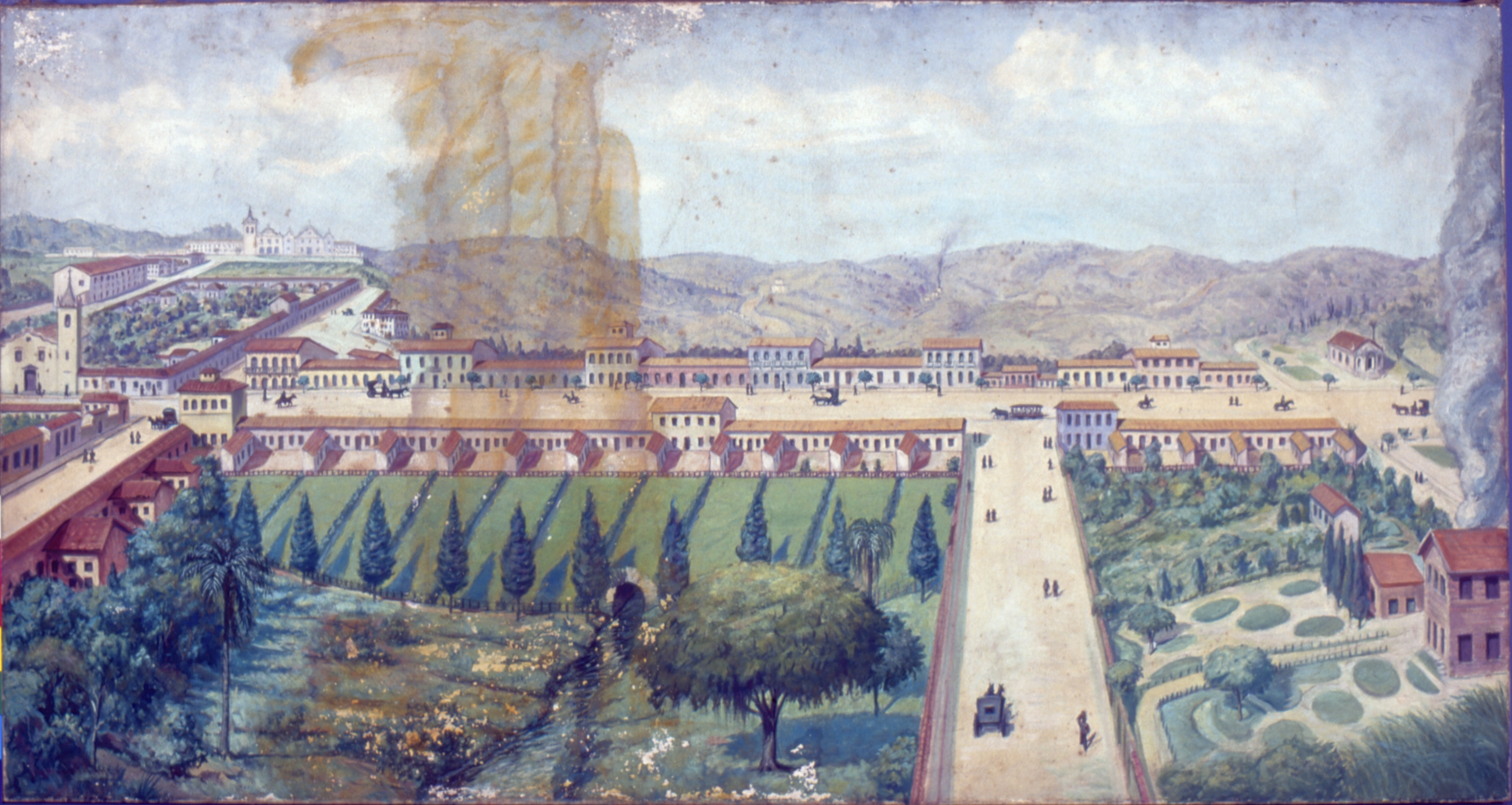
Projet de terreplein pour l'Anhangabaú, 1878

La rivière Anhangabaú, qui a donné naissance à la vallée, est née sous le nom de Córrego Saracura, qui longe l'avenue 9 de Julho et suit la Vale do Anhangabaú, atteignant son embouchure sur la Tamanduateí, au bord du marché municipal. Ainsi, Tamanduateí constitue une sorte de delta avec son principal affluent, Anhangabaú. Le nom Anhangabaú dérive peut-être du fait que ses eaux sont très ferreuses et acides - à Tupi, cela signifie «eau toxique». Les indigènes considéraient la rivière maudit et, actuellement, il est canalisé et caché, à l'exception de ses sources, qui se trouvent à l'extérieur, entre les régions de Vila Mariana et Paraíso.  En raison de sa taille, la vallée a été le théâtre de faits historiques d'une grande importance nationale, tels que l'inauguration du Viaduto do Chá en 1892, la canalisation du ruisseau Anhangabaú en 1906 et le remplacement des jardins du parc par des avenues, en 1940, à la suite des changements architecturaux de la ville.
On ne sait pas avec certitude quand la région de la vallée d'Anhangabaú a été occupée, mais il existe des documents qui indiquent qu'en 1751, le gouvernement était déjà préoccupé par une vallée ouverte par Tomé de Castro dans la région située entre la rivière Anhangabaú et un endroit où traité l'eau comme "Nhagabaí". Jusqu'en 1822, la région n'était rien de plus qu'une ferme appartenant au Baron d'Itapetininga (et, plus tard, à la Baronne d'Itu), où le cresson et le thé étaient vendus. Dans la région, les habitants ont été obligés de traverser le Ponte do Lorena pour atteindre l'autre côté de la colline, divisé par la rivière. Le conseil municipal de São Paulo a fait pression sur le baron de Itapetininga pour qu'il cède une partie de son terrain, qui a été transformé par la suite en 1855 en la première rue de la vallée, Rua Formosa  Onze ans plus tard, le président de la province, João de Matos, a demandé la cession d'une nouvelle partie des terres du baron, bénéficiant d'une condition spécifique, qui serait finalement respectée: qu'il reçoive le nom de Rua Barão de Itapetininga.

### Aménagement paysager et réaménagement

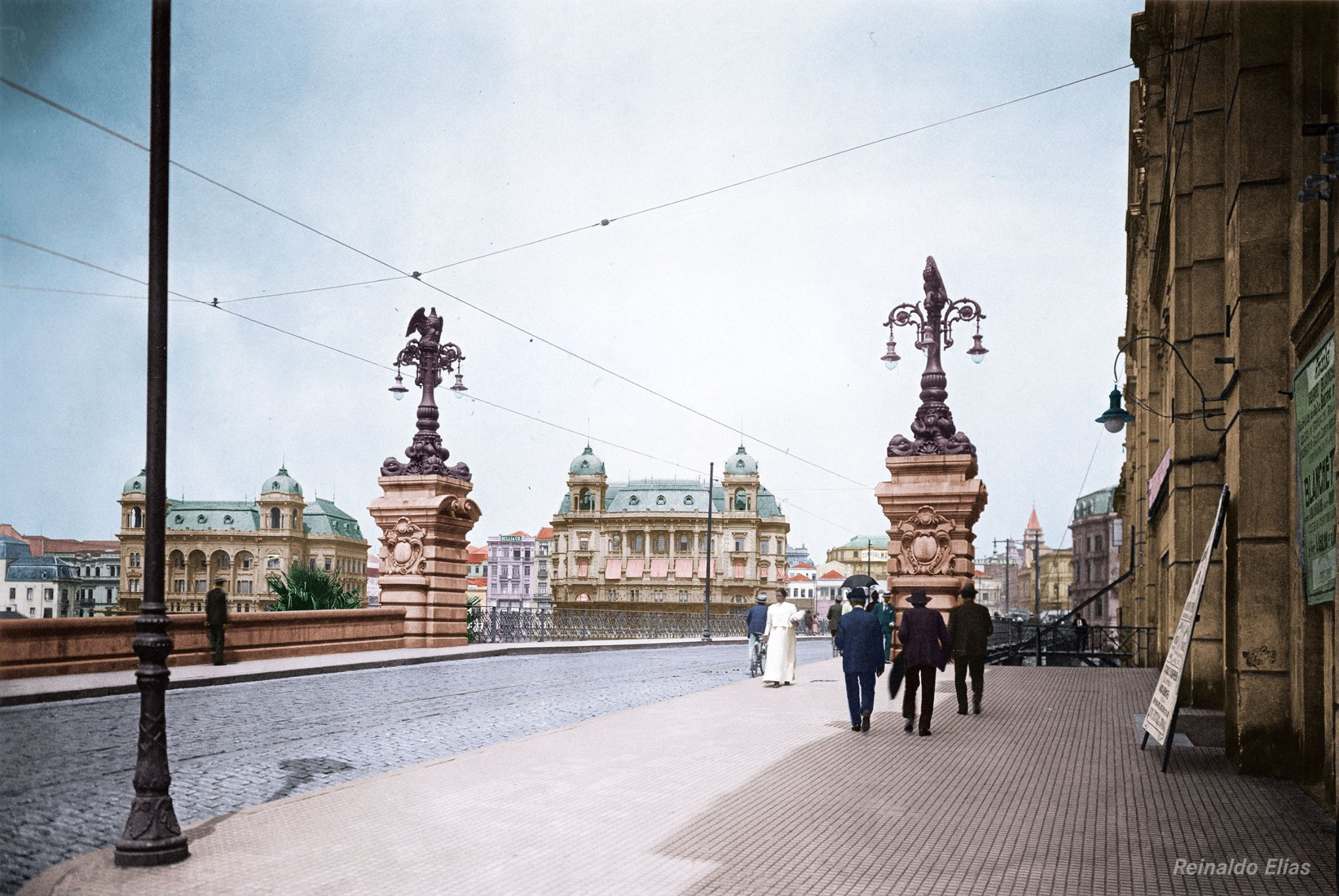
Palacetes Prates vus du Theatro São José.

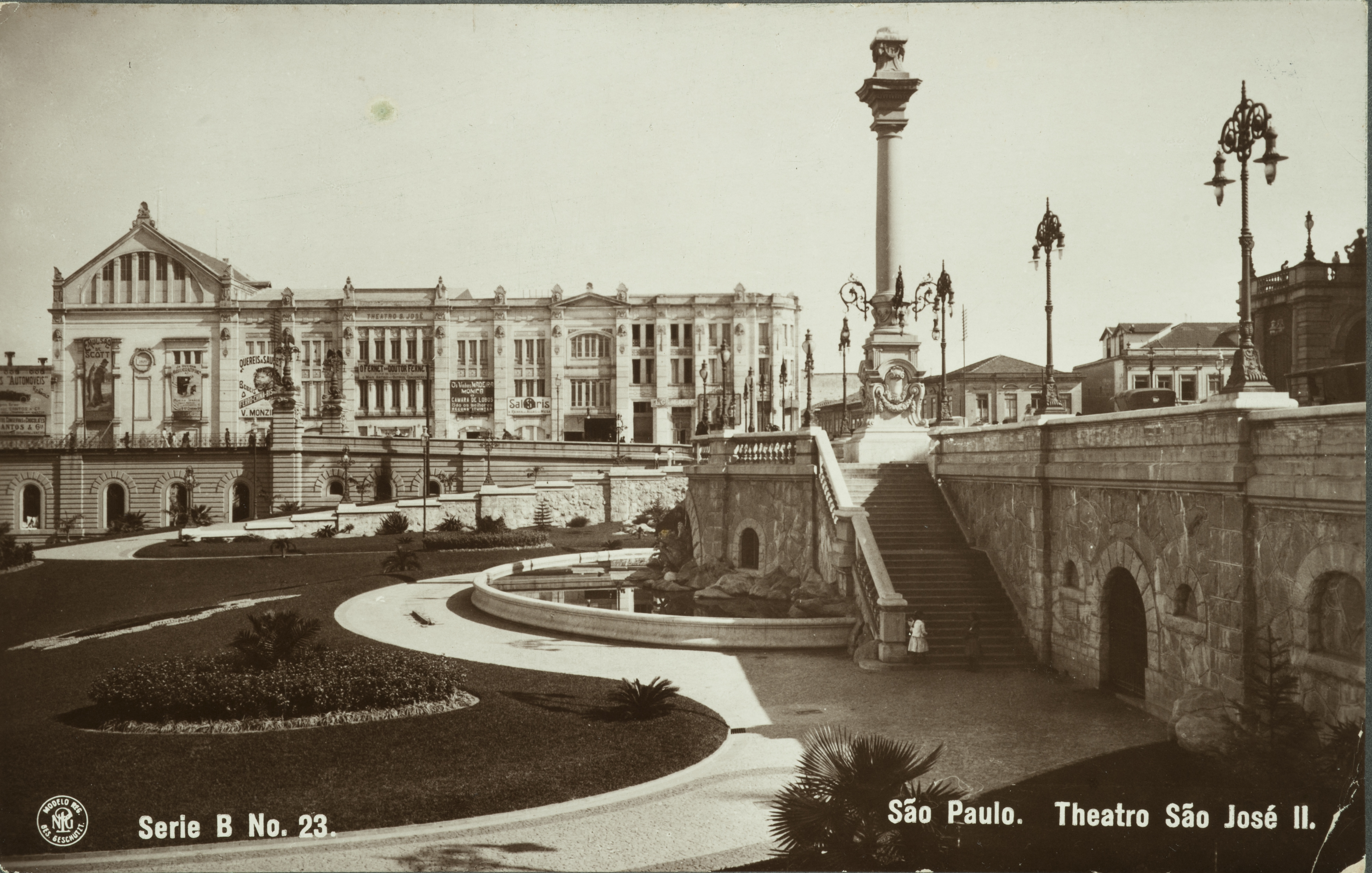
Ancien Theatro São José, au début du XXe siècle

Au cours des années 1870, la répartition de la population de la ville de São Paulo était irrégulière par rapport aux autres villes coloniales brésiliennes, car elle manquait de personnes dans les zones urbaines, contrairement à Rio de Janeiro, Salvador, Porto Alegre et Belém. Sa population est restée majoritairement dans la région de Sé, aux côtés de terres qui avaient pour fonction de développer divers types de services publics, notamment pour la partie la plus pauvre de la population. De plus, la ville ne disposait pas d'un système de transports en commun bien développé et conçu pour sa réalité, car les régions les plus éloignées du centre y étaient reliées par des routes précaires. Cependant, il y avait une augmentation de la demande pour intégrer de nouveaux quartiers dans la ville et, par conséquent, l'occupation dans les environs de la région de Sé était une alternative à une grande partie de la population et des entrepreneurs de l'époque, mais elle devait combler les lacunes de l'endroit, les plaines inondables marécageuses et les terres qui étaient insuffisantes pour être occupées par les gens. Ainsi, en raison de la nécessité de rendre la région plus accessible aux résidents, il y a eu de bons traitements pour l'expansion de la ville au centre. En conséquence, plusieurs programmes d'amélioration urbaine ont été élaborés pour la région de la vallée d'Anhangabaú.  Ainsi, de nombreux traitements étaient visibles, principalement entre 1872 et 1875, période sous le gouvernement de João Teodoro, qui devint la "deuxième fondation de São Paulo". Au cours de son mandat, de nombreuses transformations ont été définies visant à faire progresser la ville dans son programme présidentiel. Il a proposé des changements dans la structure et le symbolisme de São Paulo, mais ne s'est pas concentré sur le changement de l'économie agro-exportatrice du pays à l'époque. Ainsi, il a promis une transformation de l'apparence des villes du pays, en combinant esthétique et structure et, de cette manière, il a pensé à des changements qui pourraient transformer São Paulo en « capitale du café ».
En 1877, l'urbanisation de la zone a commencé, grâce à l'idéalisation du Viaduto do Chá - qui ne sera inauguré qu'en 1892. La construction du viaduc a entraîné l'expropriation de fermes sur le site et un projet préparé par l'ingénieur Alexandre Ferguson pour la construction de 33 bâtiments de chaque côté de la vallée à louer.  En 1884, le décret 233 (le premier code de la santé de l'État de São Paulo) a été créé pour contribuer à la nouvelle agence des services de santé. Le code contient des règles qui apportent des améliorations à la question des sols dans les villes, comme plus d'arbres, le pavage des rues et le drainage des terres humides, ce qui indique que le drainage des plaines inondables de São Paulo deviendra une norme.
Pendant l'administration de João Alfredo Correia, de Pernambuco qui a présidé São Paulo entre 1885 et 1886, plusieurs travaux ont également commencé. Il a apporté la proposition de créer un boulevard circulaire autour de la zone centrale, de sorte qu'il comprenne une avenue géante pleine d'arbres, de Brás à Ipiranga, dans la plaine assainie et drainée de la rivière Tamanduateí, qui, à son tour, se connecterait à d'autres avenues et même le Córrego do Anhangabaú - qui était en cours de rectification à l'époque. Même avec autant de suggestions d'amélioration urbaine, malgré leurs propositions, la complexité de l'élaboration des œuvres était plus grande que les gouvernements monarchiques ne pouvaient agir à ces moments-là, de sorte qu'elles n'étaient pas exécutées.
Jusqu'en 1900, les responsables des questions de travaux publics dans la ville étaient des professionnels qui s'occupaient des problèmes de santé dans la région, les soi-disant médecins et ingénieurs de la santé appelés «hygiénistes». Il s'agissait de professionnels dont les fonctions désignées se limitaient à relever certains défis sanitaires ou à contribuer au développement de villes basées sur l'assainissement urbain. À la fin du XIXe siècle, cependant, São Paulo a connu une nouvelle conception des «transformations urbaines», qui est apparue avec le cours des transformations autour de la ville elle-même, comme l'urbanisation croissante dans des États comme Rio de Janeiro. Ainsi, l'État de São Paulo a commencé à établir des critères plus objectifs, afin de pouvoir trouver des solutions aux problèmes rencontrés par la population. De cette façon, l'ingénieur et le médecin ont ouvert un espace pour de nouveaux urbanistes et aussi des sociologues, ensemble, pour construire et élaborer des actions en faveur de la modernisation de São Paulo.
Parce qu'ils s'occupent des questions liées au développement des villes, ces ingénieurs et architectes se considéraient également comme des urbanistes.Par conséquent, ils étaient considérés par la majorité de la population comme responsables de fonctions spécifiques et déterminés uniquement par un administrateur public de la ville, chargé de réaliser des améliorations de la ville. travaux publics à São Paulo. C'est précisément l'essor de l'enseignement des techniques par les pouvoirs publics qui a commencé à développer des propositions d'amélioration. Avec cela, les défis de São Paulo - qui, peu à peu, ont absorbé la modernisation qui a atteint d'autres villes du Brésil - ont rendu nécessaire la reconfiguration de la vallée d'Anhangabaú, l'un des endroits les plus touchés par cette modernité. Comme une grande transformation de leur espace, les urbanistes responsables des changements dans la région étaient prêts pour de nouvelles pensées, connaissances et expériences de modernisation, à la fois en termes de techniques et de pensées.

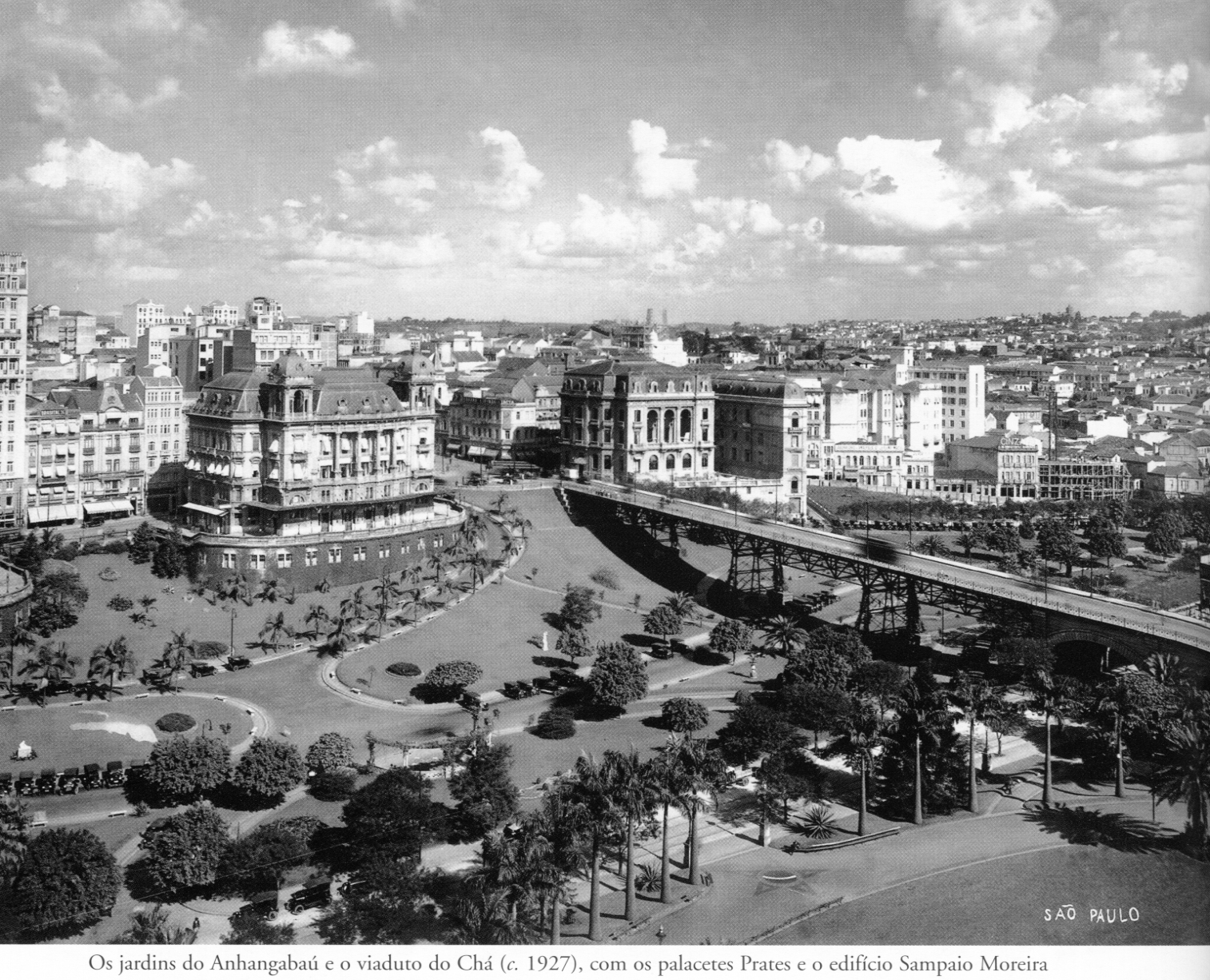
Parc de l'Anhangabaú dans les années 1920

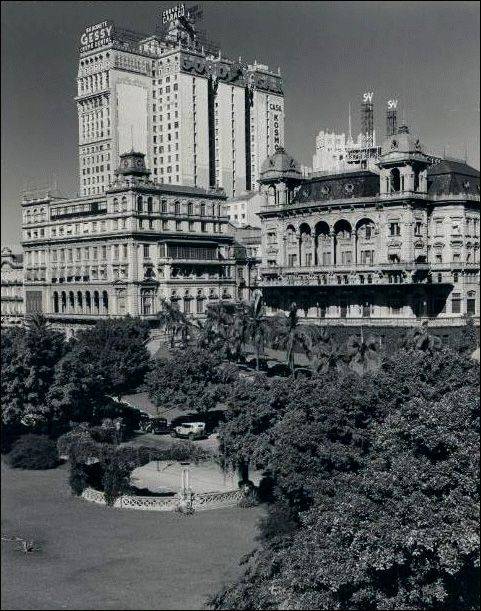
Palacetes Prates en 1931

Dès la création de la Surintendance des Travaux Publics, après la création de la République en 1889, et l'approbation de la Constitution de 1891, lors de l'administration d'Antônio Prado (1898 à 1911), il élabora un programme destiné à créer de nombreux paysages, la canalisation de près de trois cents mètres du lit des rives de la rivière Tamanduateí et, entre autres travaux, la couverture et la canalisation d'Anhangabaú, éliminant ainsi une relique du XVIIIe siècle, le pont Acu. Le changement a été inauguré en 1904. Au fur et à mesure des changements, le rythme démographique a augmenté, ce qui a amené Ipiranga et Barra Funda à concentrer la classe ouvrière, tandis que dans les quartiers proches de zones valorisées, comme Anhangabaú, Bexiga et Cambuci, la participation à des formes de valorisation sociale et économique était un peu plus compliqué.
Après une longue période de négligence, en 1910, un grand boisement de la vallée d'Anhangabaú a été effectué, entraînant la formation du parc Anhangabaú. Ce projet a pris forme à partir d'une combinaison de trois projets, dont "Grandes Avenidas", par l'architecte Alexandre Albuquerque, qui ont abouti à l'urbanisation de la vallée avec l'insertion de bâtiments.  Entre 1910 et 1911, d'importantes propositions de remodelage de la zone de Vale do Anhangabaú sont apparues, car aucune construction de bâtiment n'a été vue à proximité, qui a été "abandonnée" par le centre urbain, ainsi que la Várzea do Tamanduateí, avec des projets de plomberie. non finalisé.
La fontaine située sur le versant à gauche de la vallée, juste en dessous de l'escalier, est du sculpteur italien Luigi Brizzolara, inspirée de la Fontaine des Souhaits de Rome. L'ensemble de sculptures, qui porte le même nom que la fontaine, a été conçu en 1922 par une promulgation de la mairie qui a non seulement approuvé les travaux mais a également alloué 65 contos de réis à ses dépenses. Anciennement occupé par un obélisque, le site a remporté le projet en hommage de la communauté italienne au centenaire de l'indépendance du Brésil.
L'ensemble comprend douze sculptures réalisées en marbre, bronze et granit. La figure dominante est la sculpture du compositeur brésilien Carlos Gomes, capturée dans une attitude de méditation. Au fond, soutenant le globe, trois chevaux élèvent la figure allégorique de Gloria et des naïades, entités mythologiques qui protègent les fontaines et les rivières. L'œuvre est une représentation de la musique, de la poésie et de certains des personnages les plus célèbres des opéras du compositeur.
Entre 1920 et 1930, la vallée d'Anhangabaú a été un important centre de socialisation et de rencontre entre homosexuels. Le Parque do Anhangabaú a servi de point de rencontre entre des hommes et des femmes qui souhaitaient trouver des partenaires et se manifester sexuellement. C'était un endroit qui avait de nombreux spots qui étaient déjà caractérisés par des prostituées et des homosexuels à la recherche de partenaires sexuels.

### Voie rapide et rénovation

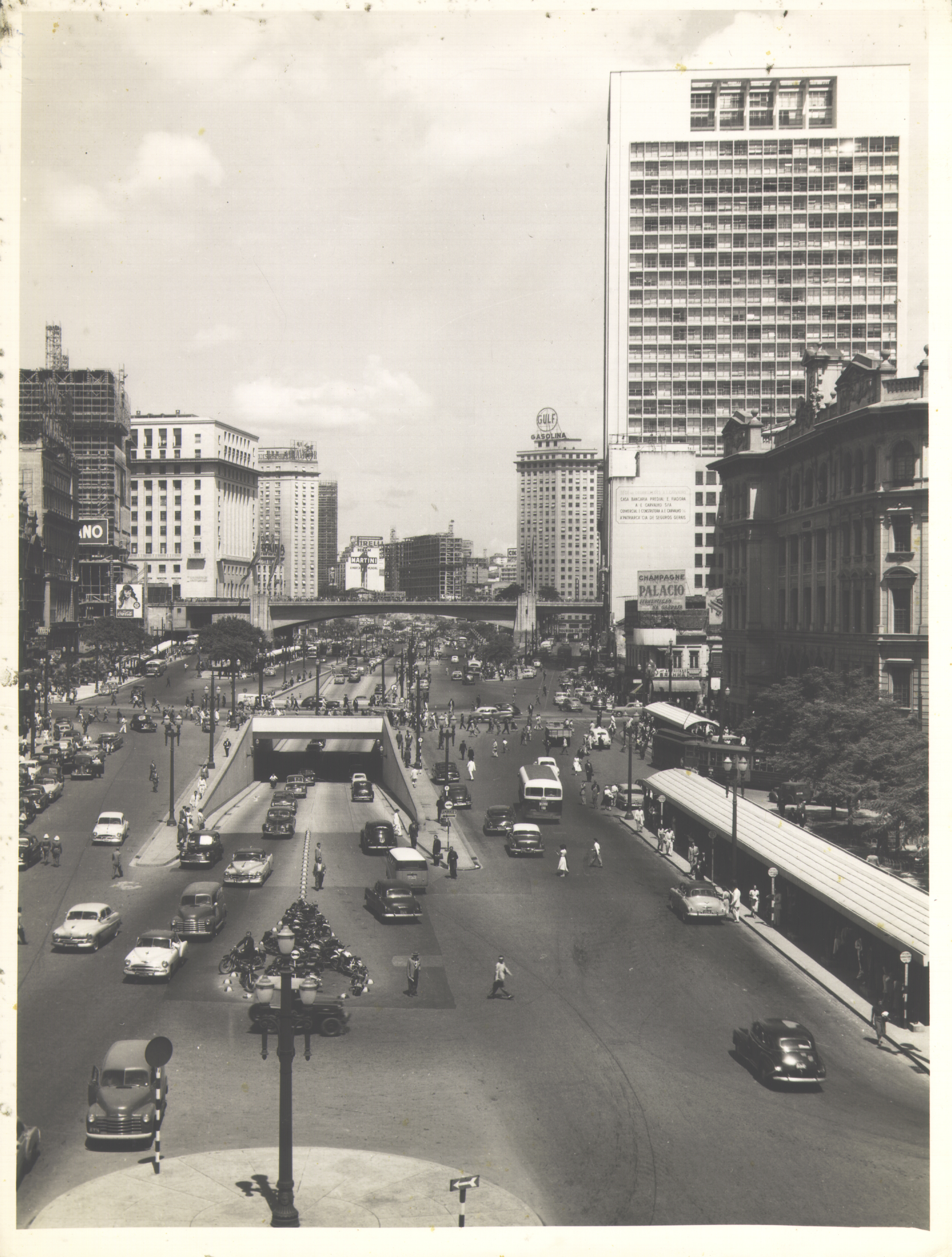
Voie rapide dans la vallée d'Anhangabaú, vers les années 40

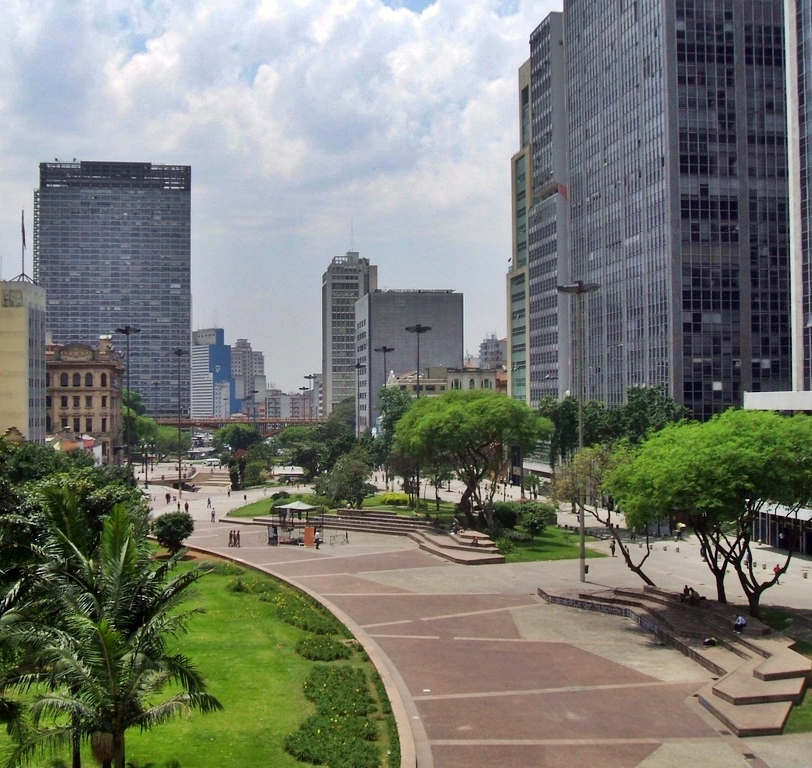
La vallée d'Anhangabaú après la recréation du parc dans les années 80

À la fin des années 1930, le parc a été dissous et a cédé la place à une voie rapide. Au cours de la décennie suivante, une connexion souterraine a été créée entre les places Ramos de Azevedo et Patriarca : la galerie Prestes Maia, où les premiers escaliers mécaniques de la ville ont été installés. L'intersection entre les avenues Anhangabaú et São João a gagné un passage inégal en 1951, avec la construction de Buraco do Ademar (Trou d'Ademar), qui y est resté pendant 37 ans, a ensuite été remplacée par deux tunnels homonymes (Papa João Paulo II). Le côté est de la vallée a été progressivement remodelé au milieu du XXe siècle, avec la démolition des trois Palacetes Prates, entre 1935 et 1970, laissant la place à des bâtiments plus hauts.
Au début des années 1980, la mairie a lancé un appel d'offres public pour la rénovation de la région. Les urbanistes Jorge Wilheim et Rosa Grena Kliass ont été les gagnants, proposant un projet de revitalisation qui a créé une dalle sur les avenues existantes sur le site, à une hauteur suffisante pour relier les deux côtés de la vallée, avec le trafic automobile tombant en dessous et recréant le espace vert entre les viaducs de Chá et Santa Ifigênia. L'objectif principal était de transformer la vallée en un grand boulevard, pour reprendre la fonction d'origine de sa construction au début du XXe siècle.
En plus des espaces de loisirs de la place, le projet a consisté à intégrer le centre historique, reliant les monuments emblématiques de la région. Le projet des deux a donc valorisé l'espace destiné aux personnes qui marchaient, facilitant la circulation des personnes dans la région et devenant une tendance plus tard, avec la combinaison de fonctions entre architectes et paysagistes. Ainsi, leur participation est devenue considérée comme d'une grande importance pour l'élaboration des schémas directeurs de la ville, visant de plus en plus au reboisement des paysages urbains. Ce projet a été archivé et l'a été jusqu'à la fin de cette décennie, date à laquelle il a été sauvé, au moment où la fin de Buraco do Ademar était à l'étude.
Depuis 2019, la vallée d'Anhangabaú fait l'objet d'une rénovation qui s'est achevée en 2020. La rénovation a donné à Vale do Anhangabaú l'apparence d'une esplanade, avec des fontaines lumineuses, un skate park et des sièges,.

### Manifestations politiques
En plus de son importance pour l'histoire de l'architecture de la ville, Vale do Anhangabaú a joué un rôle très influent dans l'histoire sociale des habitants de São Paulo. Un événement marquant dans l'histoire de la vallée a été l'événement qui est devenu connu sous le nom de " Diretas Já ". Le mouvement s'est produit spontanément et a eu des répercussions au niveau national, le peuple exerçant son pouvoir politique par la volonté d'élections directes pour choisir le président du Brésil.
Après les deux rassemblements, un autre qui a eu des répercussions a eu lieu lors du 430e anniversaire de São Paulo, le 25 janvier 1984. Les gens se sont organisés dans une manifestation qui avait plus de deux cent mille personnes et a occupé la région de la Praça da Sé. Ainsi, en quelques jours, des rassemblements ont commencé à être formés par de grandes foules et ont commencé à se dérouler sur des places et des lieux publics dans des villes comme Brasilia, Rio de Janeiro et Belo Horizonte, exprimant le désir de conquérir la citoyenneté elle-même.
La manifestation du 16 avril 1984 mérite cependant d'être soulignée, puisque plus d'un million de personnes se sont rassemblées dans la vallée d'Anhangabaú pour continuer la "Diretas Já!".